# Colectivo DSG Cochabamba
El Colectivo DSG Cochabamba es una organización boliviana que trabaja por los derechos de las personas transgénero, lesbianas, gays y bisexuales (TLGB) en el departamento de Cochabamba. El colectivo fue fundado en 2002 y desde entonces ha trabajado en una variedad de iniciativas para promover la inclusión y la igualdad de las personas TLGB.

## Historia
El Colectivo DSG Cochabamba se fundó en un contexto de discriminación y violencia contra las personas TLGB en Bolivia. En ese momento, no existían muchas organizaciones que trabajaran por los derechos de este colectivo, y las personas TLGB a menudo enfrentaban discriminación en el acceso a la educación, el empleo y la atención médica.
El colectivo se ha propuesto cambiar esta situación trabajando para crear una sociedad más justa e inclusiva para las personas TLGB. El colectivo ha realizado campañas de sensibilización sobre los derechos TLGB, ha brindado apoyo legal y psicológico a las personas TLGB que han sido víctimas de discriminación o violencia, y ha trabajado para promover la inclusión de las personas TLGB en las políticas públicas.

## Logros
El Colectivo DSG Cochabamba ha logrado importantes avances en su lucha por los derechos TLGB. El colectivo ha sido instrumental en la aprobación de leyes que prohíben la discriminación por orientación sexual e identidad de género, y ha trabajado para crear un entorno más seguro e inclusivo para las personas TLGB en Cochabamba.
El colectivo también ha brindado apoyo a miles de personas TLGB que han sido víctimas de discriminación o violencia. El colectivo ofrece servicios legales y psicológicos gratuitos, y también trabaja para conectar a las personas TLGB con otros recursos en la comunidad.

## Desafíos
A pesar de los avances logrados por el Colectivo DSG Cochabamba, todavía hay muchos desafíos que enfrentan las personas TLGB en Bolivia. La discriminación y la violencia contra las personas TLGB siguen siendo un problema importante, y las personas TLGB a menudo enfrentan dificultades para acceder a la educación, el empleo y la atención médica.
El colectivo continúa trabajando para crear una sociedad más justa e inclusiva para las personas TLGB en Bolivia. El colectivo está trabajando para aprobar nuevas leyes que protejan los derechos de las personas TLGB, y también está trabajando para cambiar las actitudes y los comportamientos discriminatorios.